# 雙胞胎列表
雙胞胎列表列出各領域的雙胞胎。

## 真实存在的双胞胎

### 双胞胎的豪门界名人
- 瑪莉·歐森和艾希莉·欧森：美国上流社会豪门双胞胎千金。
- 何超莲和何猷启：澳门赌王何鸿燊与三姨太陈婉珍所生的龙凤胎。
- 林孝能和林愛兒：麗新集團主席林建岳与前妻謝玲玲所生的龙凤胎。

### 双胞胎的皇族
- 寶安公主和壽康公主：宋英宗嫡次女、嫡三女。
- 楚定王朱華奎和楚貞王朱華壁：明朝第九代、第十代楚王。
- 阿伊莎·賓特·侯賽因公主和席恩·賓特·侯賽因公主：約旦國王侯賽因·賓·塔拉勒的雙胞胎女兒。
- 文森王子和约瑟芬公主：丹麦皇室弗雷德里克王储和玛丽王储妃的龙凤胎幼子女，丹麦第五位的王位继承人。

### 雙胞胎的政经界名人
- 蔣孝嚴和章孝慈：蒋经国与才女情妇章亚若的庶出孪生子
- 葉國謙和葉國忠：香港立法会议员与前市政局议员
- 列赫·卡辛斯基和雅羅斯瓦夫·卡辛斯基：已故波兰总统与其孪生兄长
- 科菲·安南及其姐：前联合国秘书长与其龙凤胎姐姐
- 麦嘉轩及其姊麦嘉殷：香港会计师公会税务委员会主席，演艺界天王巨星张国荣的双胞胎外甥女。
- 詹娜·布什（英语：Jenna Bush Hager）与芭芭拉·皮尔斯·布什：美国历届总统子女里的唯一双胞胎，美国前总统布什与妻劳拉所生。
- 马克·撒切尔（英语：Mark Thatcher）和卡洛儿·撒切尔：英国第一位女首相撒切尔夫人的龙凤胎。

### 双胞胎的演藝界名人

#### 臺灣
- 瓊瑤（陳喆）和陳珏為龍鳳胎姐弟
- 李志希和李志奇：演員
- 宋逸民和宋達民：演員
- 包小松和包小柏：華語流行音樂製作人、曾任華納唱片音樂總監
- 蔡郁潔和蔡郁璇：臺灣東森電視臺雙胞胎美女主播
- 郭彥均和郭彥甫：演唱團體2moro成員、節目主持人
- 陳熙鋒和陳宇風：演唱團體Top Twins成員、演員
- 李翊楓和李易（李翊暉）：演員
- 呂旻蓁（小蓁）和呂旻蓉（小旻）：女子演唱團體Me2成員
- 萱野可芬和萱野可芳：女子演唱團體2*sweet成員，台日混血兒、演員
- 黃昱翔（阿MAN）和黃喬歆（瑤瑤）：通告藝人
- 依依和佩佩：節目主持人
- 周玗希和周玗函：臺灣雙胞胎組合Sandy&Mandy
- 左左右右：童星
- 樂樂和媃媃：童星
- 許展榮和許展瑞：網路紅人這群人成員
- 陳睿飛和陳睿翔：臺灣藝人陳建州、范瑋琪的雙胞胎兒子
- 星星和元元：臺灣演員馬俊麟的雙胞胎兒子
- 陳詩雅和陳詩媛：兩者皆為AKB48 Team TP畢業生，陳詩雅現今為中華職棒味全龍啦啦隊Dragon Beauties(小龍女)成員身兼職籃P. LEAGUE+新竹攻城獅啦啦隊慕獅女孩成員;陳詩媛現今為中華職棒樂天桃猿啦啦隊Rakuten Girls(樂天女孩)成員。
- 陳詩蓉和陳玟蓉：2021年樂天女孩猿來是妳徵選活動初選報名者
- 韓令和韓沁：臺灣模特兒，新生護專美容造型科校花
- 方璿和方琦：臺灣女演員梁佑南的龍鳳胎兒女
- 蔡艾軒和蔡艾宸：反骨男孩成員
- 林潔宜和林潔旻：《天橋上的魔術師》演員
- 路克和莉亞：台灣樂團五月天成員瑪莎的龍鳳胎兒女

#### 香港
- 彭顺和彭发：华语电影圈的惊悚鬼片怪才彭氏兄弟，其中彭順為藝人李心洁之夫
- 李永漢和李泳豪：香港藝人李家鼎之子
- 梁詠琪和梁詠竣：香港女歌手和其龙凤胎弟弟。
- 衛蘭（Janice Vidal）和衛詩（Jill Vidal）：香港女歌手
- 霍汶希和霍宝玲：香港演艺圈经纪人和明星二手服装店主
- 吳燕菁和吳燕珊：演唱團體A2A成員
- 周志文和周志康：香港藝員，參加第一屆超級巨聲而為人所認識
- Julio Acconci和Dino Acconci：香港樂隊Soler成員
- 黃雪妍與黃心妍：一對雙胞胎姊妹，於2008年電影《証人》分饰阿玲與阿怡
- 湯君慈與湯君耀：一對雙胞胎兄弟，於2018年電影《大師兄》分饰關啟程與關啟賢
- 羽思瑤及羽思蓓：在2009年TVB電視劇《女王辦公室》分饰施拾壹(杜汶澤)的女兒施瑤(羽思瑤)與施蓓(羽思蓓)
- 陳凱琳與龍鳳胎弟弟：陳凱琳為《2013年度香港小姐競選》冠軍，其弟弟英文名Derek，中文名不詳
- 李寶君和李寶珊：香港女主持、模特兒、造型師及意見領袖,曾是《#後生仔傾吓偈》的意見領袖。
- 張蔓姿和張蔓莎：香港女模特兒、演員及唱作歌手，於2020年ViuTV電視劇《地產仔》分饰連姿姿(張蔓姿)與連莎莎(張蔓莎)
- 倪晨曦與孿生妹妹倪晨曄：香港女模特兒及演員。
- 馮允謙與孿生弟弟馮重謙：哥哥馮允謙為香港男歌手，弟弟馮重謙為圈外人
- 張柏芝與孿生弟弟張豪龍：張柏芝是香港著名女演員；其弟弟張豪龍是香港男演員及滑水運動員。

#### 中國大陸
- 刘全和和刘全利：喜剧表演艺术家
- 孫雨朦和孫雨彤：中国中央电视台主持人
- 劉蓓和劉夢：前者為雙胞胎姐姐（模特兒、抖音知名網紅「麻豆大佬」），後者為雙胞胎妹妹（模特兒、創造營2020選手、抖音知名網紅「劉夢LapMoby」）
- 劉嬌和劉娜：演唱團體SHY48前成員
- 朱勻天和朱勻一：偶像練習生選手
- 梁嬌和梁喬：GNZ48成員
- 范張梓涵和范張梓渲：中央電視台銀河少年電視藝術團團員、北京市海淀區翠微小學學生
- 馬佳琪和馬佳琳：演唱團體麒麟Baby成員
- 劉瀟文和劉瀠文：中國童星
- 楊美玲和楊美琪：創造101參賽者，CH2女團成員
- 馬嘉誠和馬嘉祺：時代少年團隊長
- 子箋和子凛:網紅（子箋子凜）
- 井迪和井胧：抖音歌手

#### 馬来西亚
- 张心聚（Titi）和 张心旗（Gigi）：馬来西亚双胞胎唱作才女组合旗聚女声 Twins Girls 成員、节目主持人、词曲作者、造型服装设计师
- 莊思華（Mona）和莊思明（Lisa）：馬來西亞籍的香港模特兒和演員,亦是模特兒兼演員莊思敏的孿生妹妹，於2007年電影《雙子神偷》分饰Mona（莊思華）與Lisa（莊思明）,莊思明為《2010年度香港小姐競選》季軍。

#### 新加坡
- 李偉菘和李偲菘：華語流行音樂製作人
- 白緯芬（Miko）和白緯玲（Yumi）：女子演唱團體BY2成員，新加坡出生主要在台灣發展

#### 日本
- 金婆婆與銀婆婆：107岁和108岁高龄仍保有健康身姿，是许多日本民众心中的“理想の老後像”
- 藤木真人和藤木直人：日本藝人
- 蒼杏奈（Anna）和蒼麗奈（Reina）：臺灣女團A'N'D日本籍成員
- MariEri（日语：MariEri）：日本護士姐妹團體，姐姐本名叫古川真里（Mari），妹妹名叫古川惠里（Eri）
- 橋本環奈及其雙胞胎哥哥：前者為日本藝人，後者姓名不詳
- 三倉茉奈和三倉佳奈：日本童星、藝人
- 鈴木美娜和鈴木瑪麗亞：日本藝人，伊朗日本混血
- 松田利冴和松田颯水：日本聲優
- 坂本直彌和坂本和彌：日本歌唱團體ON/OFF

#### 韓國
- 柳孝荣和柳和荣：前者曾為韓國女子團體5dolls（已解散）成員，後者為韓國女子組合T-ara前成員，現為演員
- 榮旻和光旻：韓國男子團體Boyfriend（已解散）成員
- 许敏真(ChoA)和许敏善(Way)：韓國女子團體Crayon Pop的成員
- 大龍和小龍：韓國雙胞胎組合TASTY
- Luna（朴善怜）和朴珍怜：前者為韓國女子團體f(x)成員，後者為雙胞胎姐姐（普通人）
- 金俊秀和金俊浩：前者為韓國男子團體JYJ成員，後者為雙胞胎哥哥（歌手）
- 許閣和許空：前者為雙胞胎弟弟，參加《Super Star K 3》成為歌手，後者參加《Voice of Korea》
- 李瑞焉（書言）和李瑞濬（書俊）：韓國藝人李輝宰的雙胞胎兒子
- 老大雙胞胎李在詩和李在雅，老二雙胞胎李雪雅和李秀雅：韓國足球運動員李同國的兩對雙胞胎女兒
- XION(孫東柱)和孫東明：前者為韓國男子團體ONEUS成員，後者為韓國男子樂團ONEWE成員

#### 美国
- 迪倫與寇爾·史普洛茲：迪士尼雙胞胎童星
- 馬龍·傑克森和Brandon Jackson：麦可·杰克逊的双胞胎四哥及五哥，摇滚乐歌手
- 埃尔维斯·普雷斯利和杰西·加伦·普雷斯利：摇滚乐永远的“猫王”与其出生時就早逝的同卵双胞胎哥哥
- Harper and Finley Lockwood：猫王独生女莉萨·玛丽·普雷斯利的双胞胎女儿，即埃尔维斯·普雷斯利的双胞胎外孙女
- 斯嘉丽·约翰逊和其弟弟Hunter Johansson：美称“新版梦露”的美国女演员及其孪生弟弟（龍鳳胎弟弟）
- Judy Stewart 和 Kelly Stewart：美国国宝詹姆斯·斯图尔特的双胞胎女儿
- Tia 和Tamera Mowry姊妹：美國實境秀明星是雙胞胎姊妹
- Kylie Long 和 Kendall Long：美國實境節目勇敢向前衝第三季參賽者

#### 其他国家
- 宋美漫和宋美惠：加拿大籍華人演員，在電影北京遇上西雅圖飾演吳秀波的女兒
- Jayesslee，一对住在悉尼的韩国裔双胞胎女孩儿，组合简称JS，妹妹Sonia，姐姐Janice，从2008年开始上传演唱视频在YouTube

- 羅賓·吉布和莫里斯·吉布：英國流行乐团比吉斯合唱團的双胞胎成员
- 伊娃·格蓮和Joy Green：“007女郎”法国女演员和其孪生姐姐。
- Laurent Bourgeois和Larry Bourgeois ：法国双胞胎舞蹈家Les Twins（法语：Les Twins）
- Bill Kaulitz和Tom Kaulitz：德国摇滚乐队Tokio Hotel的主唱和吉他手
- 伊莎貝拉·羅塞里尼和Isotta Ingrid Rossellini：瑞典国宝级影后英格丽·褒曼的双胞胎女儿
- 吉賽兒·邦臣和Patrícia Bündchen：世界第一超级模特与其孪生姐姐，来自巴西

### 双胞胎的体育界名人
- 劉鴻敏和劉鴻杰：臺灣男子排球運動員，號稱「臺灣排壇史上最強雙胞胎」
- 陳重羽和陳重廷：臺灣棒球運動員，中華職棒統一獅隊員
- 林旺衛和林旺億：臺灣棒球運動員，中華職棒味全龍隊員
- 蔡士凡和蔡士勤：前臺灣棒球運動員，現為臺灣棒球教練
- 李芳任和李芳至：臺灣男子羽球運動員
- 洪妤恩和洪妡恩：臺灣女子羽球運動員
- 莊詩婕和莊詩芸：臺灣女子桌球運動員
- 竹內公輔和竹內讓次：日本男子籃球運動員
- 孙吉和孙祥：中国大陸男子足球运动员
- 李大双和李小双：中国大陸男子体操运动员
- 莫慧兰和莫慧芳：中国大陸女子体操运动员
- 蒋文文和蒋婷婷：中国大陸女子花样游泳运动员
- 骆贏和骆羽：中国大陸女子羽毛球运动员
- 鲍语晴和鲍语嫣：中国大陸女子艺术体操运动员
- 周悦希和周悦含：中国大陸女子田径运动员
- 王芊懿和王柳懿：中国大陸女子花样游泳运动员，2024年巴黎奥运会双金得主
- 泓凱和泓翔：HBL高中籃球聯賽松山高中籃球隊中国大陸隊員
- 朱紀憲和朱紀守：前者為HBL高中籃球聯賽南山高中籃球隊隊員，後者為HBL高中籃球聯賽強恕高中籃球隊隊員
- 徐雪茵和徐雪钧：澳门女子跳水运动员“跳水孖女”
- 克里斯蒂娜·伦德-博格尔森和卡特琳·伦德·哈拉尔德森：挪威女子手球运动员
- 鲍勃·布赖恩和迈克·布赖恩：网球史上最佳男子双打组合、金满贯得主布莱恩兄弟，来自美国
- 梅兰妮·欧丁和Katherine Oudin：美国女子网球新秀及其孪生妹妹
- 威尔·基恩和迈克尔·基恩：英国足坛豪门曼联的双胞胎球员
- 拉斐尔·达·席尔瓦和法比奥·达·席尔瓦：英国足坛豪门曼联的双胞胎球员，来自巴西
- 瓦西里·别列祖茨基和阿列克谢·别列祖茨基，两人均为前俄罗斯国脚，均效力于俄超豪门莫斯科中央陆军体育俱乐部
- Charlene Federer和Myla Federer：瑞士网球天王费德勒的双胞胎女儿
- Leo Federer和Lenny Federer：瑞士网球天王费德勒的异卵双胞胎儿子
- 馬基夫·莫里斯和馬庫斯·莫里斯：美國職籃NBA籃球運動員
- 布魯克·羅培茲和羅賓·羅培茲：美國職籃NBA籃球運動員
- 阿麗娜·阿维林娜和迪娜·阿维林娜：俄羅斯體操運動員
- 侯理察和曉斯：前英國騎師
- 國分優作和國分恭介：日本騎師
- 柴田末崎和柴田大知：前者是前日本騎師，後者是現時日本騎師

### 双胞胎的其他名人
- 苑子文和苑子豪：中国大陸作家
- 裴元瑾和裴元桐：中國大陸北京雙胞胎女童，2018年8月5日在青島海滩游玩時意外遇斃
- 林森國和林森寶：臺北市欣欣客運司機員
- 翁碧茹和翁碧婷：翁記滷肉飯第四代之二女兒與三女兒
- 辜楚豪和辜楚瑞：臺灣男性憲兵
- 周芷吟和周芷竹：臺灣女性憲兵
- 伍政文和伍政彬：臺灣男性空軍儀隊
- 林佳瑞和林佳慶：臺灣男性警察
- 柯于謙和柯于晨：臺灣男性警察
- 蔡宜蓁和蔡宜樺：臺灣女性警察
- 林志遠和林志達：臺灣男性警察
- 劉珈含和劉珈妤：臺灣女性健身教練

## 虛構作品的双胞胎
- 阿波羅及阿耳忒弥斯
- 排球少年的宮侑與宮治
- 罗慕路斯与雷穆斯
- 铁面人
- 第十二夜
- 星球大戰的路克·天行者和莉亞公主
- 瑪利歐兄弟的瑪利歐和路易吉
- 義呆利 Axis Powers的北意大利威尼斯諾·瓦爾加斯和南意大利羅馬諾·瓦爾加斯
- Devil May Cry的但丁和維吉爾
- 潛龍諜影的固蛇和液蛇
- 絕代雙驕的江小魚和花無缺
- 彩雲飛
- 天元突破紅蓮螺巖的喬剛與巴林波
- 二十世紀少年的阿揚和阿馬
- 金姬和银姬的命运
- 角色主唱系列的鏡音
- 薔薇少女的翠星石和蒼星石
- 哈利波特系列的弗雷衛斯理和喬治·衛斯理
- 櫻蘭高校男公關部的常陸院光和常陆院馨
- 神曲奏界的尤吉莉·貝爾莎妮朵和尤吉莉·普莉妮希卡
- 黑之契約者-流星之雙子-的蘇芳·帕夫利琴科和紫苑·帕夫利琴科
- 的亢宿和角宿
- 的泰格和赫格斯
- 梦幻妖子的御景明和御景妖
- 少女革命的薰干和薰梢
- 雙星奇緣 CIPHER（日语：CIPHER） 的西瓦和塞瓦
- 夢幻奇緣的安修·塞里安和奇爾·塞里安
- 夢幻奇緣2的水璃和藍
- 圣书外典的亚历山大·帕斯特和普拉提纳·帕斯特
- 婆娑罗的更达和更纱
- 的柏木優麻和柏木優奈
- 天使禁獵區的亞蕾克西兒和羅潔愛兒、路西華和米凱爾、麥塔特羅和森達爾馮、諾伊思和波伊斯、阿斯達羅特和阿絲達羅娣
- S·A特优生的山本芽和山本纯
- 东京巴比伦的皇北都和皇昴流
- 色诱中毒的有田花枫和有田莓
- 遥远时空2的藤原深苑和藤原紫
- 遙遠時空3的平知盛和银
- 魔女的考验的悟和索尔
- 強襲魔女的艾莉卡和烏蘇拉
- 月詠的御堂光和御堂薰
- 薄荷关系的南野玛莉亞和南野诺维
- VitaminZ的方丈彗和方丈那智
- Bloody Call的司狼和黎明
- 初音岛 Girl's Symphony的四之宫航平和四之宫稜平
- 我们来和大家恋爱的山吹琴耶和山吹琴成
- Under The Moon的雷尼和赛玖
- 奇蹟女孩的松永友美和松永御影、艾瑪和瑪麗
- PARTNER伙伴的櫻澤苗和櫻澤萌、添田武和添田賢、東條光臣和澄華
- 機動戰士GUNDAM SEED和SEED DESTINY的卡嘉莉·尤拉·阿斯哈和基拉·大和
- 幸運☆星的柊鏡和柊司
- 紳士同盟的东宫高成和东宫閑雅
- 我的狐仙女友的七七尾 藍和七七尾 蓮
- 逃離伊甸園的成海愛理和成海凱理
- 的湯婆婆和錢婆婆
- 天下女人心的林嘉豪和杨乐多
- ONE PIECE的迪卡爾班海賊團船長『迪卡爾班兄弟』
- 偶像夢幻祭的葵日向和葵裕太
- 潘朵拉之心的艾莉絲和艾莉絲（雙子同名）
- 霹靂布袋戲的雅瑟風流和冀小棠、金小開和花非花
- 聖鬥士星矢系列的歷代雙子黃金聖鬥士（撒加和加隆、阿斯普洛斯與德弗特洛斯、該隱與亞伯、帕拉朵珂絲與茵特格拉）
- 戰鬥陀螺 鋼鐵奇兵的雙道炎與雙道寒
- 棒球英豪的上杉达也和上杉和也
- 的木村辉一和源辉二
- 幽游白书的飞影和雪菜
- 魔法老师的鸣泷风香和鸣泷史伽
- BLOOD-C的求衛諾諾和求衛寧寧
- 真月譚月姬的翡翠和琥珀
- 半妖之夜叉姬的日暮永遠與剎那
- KOF的神乐万龟和神乐千鹤
- 秋之回忆2的相摩希和相摩望
- CLANNAD的藤林杏和藤林椋
- 心跳今夜的真壁俊和亞倫·路克·瓦倫沙、約翰·卡爾羅·瓦倫沙和亞雷·路克·瓦倫沙、神谷風和神谷夢夢
- 心跳午夜的真柴俊/俊·路克·渥廉瑟和間壁亞論、約翰·卡雷爾·渥廉瑟和亞雷、梅維娜·塔古和梅杜沙·塔古
- Berry Berry的雪乃原玖留實和雪乃原紗紗姬
- 芭蕾舞鞋的森野土筆草和森野蒲公英
- 櫻桃奶媽的梅格/瑪格麗特·馬克雷根和麗絲/伊麗莎白·馬克雷根
- 星光少女 極光之夢的春音宇琉跟春音繪琉
- 的並木真穗和並木真優
- 魔之系列的薩拉列基和耶魯西、傑森和佛萊迪、澤塔和茲夏
- 的春日真奈美和春日久留美
- 翼之奇幻旅程的法伊和由伊、神威和昴流
- 零系列的天倉繭和天倉澪、黑澤紗重和黑澤八重、立花樹月和立花睦月、桐生薊和桐生茜
- 全職獵人的阿路加•揍敵客與奇犽•揍敵客
- 亂馬½的砒珂和琳珂、鈴鈴和蘭蘭
- 的人造人18號和人造人17號
- 海之闇月之影的小早川流水和小早川流風
- 天使怪盜的原田梨紅和原田梨紗
- 無法掙脫的背叛的桀斯/路卡·庫洛斯桀利亞和路澤·庫洛斯桀利亞
- 不可思議星球的雙胞胎公主的法伊恩和蓮伊恩
- 愛麗絲與藏六的雛霧朝日和雛霧夜長
- 緣之空的春日野悠和春日野穹
- 秋日天空的葵蒼空和葵奈美
- 遊戲王的迷宮兄弟、阿克那姆卡諾和阿克納帝
- 遊戲王5D's的龍亞和龍可
- 烏龍派出所的日暮熟睡男和日暮起男
- 奇奇與蒂蒂的奇奇和蒂蒂
- 愛麗絲夢遊仙境的Tweedledee和Tweedledum
- Little Twin Stars的KIKI和LALA
- 蜡笔小新劇場版 動感超人vs高衩魔王的咪咪和
- PERSONA -trinity soul-的神鄉洵和神鄉結祈
- 熱血最強的佐藤明美和佐藤晴美
- 原來是美男的高美男和高美女
- 愛殺17的徐宜真和徐宜靜
- 青之驅魔師的奧村燐和奧村雪男
- 吸血鬼騎士的錐生零和錐生壹縷
- 迴轉企鵝罐的高倉冠葉和高倉晶馬
- 偶像大師的雙海亞美和雙海真美
- 銀魂的阿音和百音
- 笨蛋，測驗，召喚獸的木下秀吉和木下優子
- 家庭教師HITMAN REBORN!的唧唧和集集
- SKET DANCE的藤崎佑助和椿佐介
- 薄櫻鬼的雪村千鶴和南雲薰
- 聖痕鍊金士的喬舒亞·菲利金諾斯和吉達·菲利金諾斯
- 網球王子的木更津亮和木更津淳、田中洋平和田中浩平、陸奧悠馬和陸奧悠步
- Kiss×sis 親親姊姊的住之江亞香和住之江理香
- 通靈王的麻倉葉王和麻倉葉
- 全職高手的葉修和葉秋
- 天生一對(The Parent Trap)的荷莉·帕克(Hallie Parker)和安妮·詹姆斯(Annie James)
- 閃電十一人的吹雪敦也和吹雪士郎
- 少年同盟的淺羽悠太和淺羽佑希
- Summer Days的二条一叶和二条二叶
- 1990年代中国人民教育出版社英语教科书中的Lily King和Lucy King。
- 緋色的碎片的犬戒慎司和言藏美鶴
- 半妖少女綺麗譚的鬼洞和雪燈  百綠和橙橙
- 暮蟬悲鳴時的園崎魅音和園崎詩音
- 家庭教師HITMAN REBORN!的貝爾和吉爾
- 信蜂的妮綺和妮綺的雙胞胎姐姐
- 男子高中生的日常的田畑秀則和田中吉竹
- 的宋曉蘭和宋曉莉
- 花與乙女的祝福的月丘彰和月丘晶子
- 遊戲王ZEXAL的神代凌牙和神代璃緒
- 蜡笔小新的二子玉川達也和二子玉川和也
- 天之驕女的高仁美和高仁芯
- 名偵探柯南的橫溝參悟和橫溝重悟
- 名偵探柯南的下笠穗奈美和下笠美奈穗
- 名偵探柯南的武田紗繪和武田繪未
- 名偵探柯南的人見竹彥和人見松一郎
- 名偵探柯南的綿引兄弟
- 名偵探柯南劇場版《業火的向日葵》的東幸一和東幸二
- 多情城市的曾思思（張思思）和楊明玥（張念念）
- 多情城市的潘威廉和許佑真
- ICHU偶像進行曲的樞木皐月和樞木睦月
- 月歌的如月戀和如月愛
- 偶像大師SideM的蒼井悠介和蒼井享介
- 被告人的車善浩和車旻好
- 偶像星願的七瀨陸和九条天
- 女力報到－愛的故事林國樑和李淑靜雙胞胎之子龍龍和泉泉
- 月野藝能事務所的久我壹星和久我壹流
- 終極一班系列的段常仁（紅龍、斷腸人）和段曉仁（黑龍）
- 終極一班/終極三國的葉赫那拉·思仁（葉思仁）和葉赫那拉·思偍（葉思偍）
- 終極惡女的王日音（日音王）和王日月（日月王）
- 終極惡女的王安娜和王芮娜
- 天眼的司徒舜和鄭力行[1]
- 一家團圓的張家玲和張家嬿
- 冰與火之歌的瑟曦·蘭尼斯特和詹姆·蘭尼斯特
- 冰与火之歌的伊利克·卡盖尔和亚历克·卡盖尔
- 大正處女御伽話的白鳥策和白鳥小鳥
- 市井豪門的李俊杰和徐安康
- 市井豪門的方燕和方華
- 開心樹朋友的利弗提和史弗提

## 历史上的双胞胎
- 亚历山大·赫利俄斯和克娄巴特拉·塞勒涅二世
- 詹姆斯二世 (蘇格蘭)和亚历山大·斯图尔特（罗斯西公爵）（英语：Alexander Stewart, Duke of Rothesay）
- 菲利普 (黑森)和沃爾夫岡·莫里茨 (黑森)
- 王守一和唐玄宗王皇后
- 顧大章和顧大韶
- 結城秀康和永見貞愛（日语：永見貞愛）